# Repressed
Repressed je singl od finské kapely Apocalyptica.

## Seznam skladeb
1. „Repressed (feat. Matt Tuck & Max Cavalera)“ - 7:53
2. „Path Vol.2 (feat. Sandra Nasic)“ - 7:15
3. „Betrayal“ - 8:31